# 16e étape du Tour d'Espagne 2009

La 16e étape du Tour d'Espagne 2009 s'est déroulée le 15 septembre 2009 entre Cordoue et Puertollano sur 170 kilomètres. Cette étape est remportée par l'Allemand André Greipel. C'est sa troisième victoire sur cette Vuelta. Alejandro Valverde, conserve la tête du classement général.

## Récit
André Greipel a remporté au sprint la 16e étape de la Vuelta en prenant le meilleur sur le Français William Bonnet et l'Italien Daniele Bennati. Avec ce succès, Greipel a conforté son maillot vert. Un seul homme a eu le courage d'animer l'étape : Jesus Rosendo (Andalucia).

## Classement de l'étape
|    | Coureur                | Pays      | Équipe                | Temps           |
| -- | ---------------------- | --------- | --------------------- | --------------- |
| 1  | André Greipel          | Allemagne | Team Columbia-HTC     | 4 h 50 min 44 s |
| 2  | William Bonnet         | France    | BBox Bouygues Telecom | m.t.            |
| 3  | Daniele Bennati        | Italie    | Liquigas              | m.t.            |
| 4  | Gerald Ciolek          | Allemagne | Team Milram           | m.t.            |
| 5  | Francesco José Pacheco | Espagne   | Contentpolis-Ampo     | m.t.            |
| 6  | Leonardo Duque         | Colombie  | Cofidis               | m.t.            |
| 7  | Jürgen Roelandts       | Belgique  | Silence-Lotto         | m.t.            |
| 8  | Sébastien Hinault      | France    | AG2R La Mondiale      | m.t.            |
| 9  | Matti Breschel         | Danemark  | Team Saxo Bank        | m.t.            |
| 10 | Iñaki Isasi            | Espagne   | Euskaltel-Euskadi     | m.t.            |

## Classement général
|     | Coureur            | Pays       | Équipe            | Temps            |
| --- | ------------------ | ---------- | ----------------- | ---------------- |
| 1   | Alejandro Valverde | Espagne    | Caisse d'Épargne  | 69 h 59 min 34 s |
| 2   | Robert Gesink      | Pays-Bas   | Rabobank          | + 31 s           |
| 3   | Samuel Sánchez     | Espagne    | Euskaltel-Euskadi | + 1 min 10 s     |
| 4   | Ivan Basso         | Italie     | Liquigas          | + 1 min 28 s     |
| 5   | Cadel Evans        | Australie  | Silence-Lotto     | + 1 min 51 s     |
| 6   | Ezequiel Mosquera  | Espagne    | Xacobeo Galicia   | + 1 min 54 s     |
| 7   | Joaquim Rodríguez  | Espagne    | Caisse d'Épargne  | + 5 min 53 s     |
| 8   | Paolo Tiralongo    | Italie     | Lampre-NGC        | + 6 min 34 s     |
| 9   | Thomas Danielson   | États-Unis | Garmin-Slipstream | + 8 min 28 s     |
| Dsq | Juan José Cobo     | Espagne    | Fuji-Servetto     | + 10 min 45 s    |

## Classements annexes
| Classement par points | Classement par points | Classement par points | Classement par points | Classement par points |
| Rang                  | Cycliste              | Pays                  | Équipe                | Pts                   |
| --------------------- | --------------------- | --------------------- | --------------------- | --------------------- |
|                       | André Greipel         | Allemagne             | Team Columbia-HTC     | 105                   |
| 2                     | Alejandro Valverde    | Espagne               | Caisse d'Épargne      | 80                    |
| 3                     | Robert Gesink         | Pays-Bas              | Rabobank              | 68                    |

| Grand Prix de la montagne | Grand Prix de la montagne | Grand Prix de la montagne | Grand Prix de la montagne | Grand Prix de la montagne |
| Rang                      | Cycliste                  | Pays                      | Équipe                    | Pts                       |
| ------------------------- | ------------------------- | ------------------------- | ------------------------- | ------------------------- |
|                           | David Moncoutié           | France                    | Cofidis                   | 170                       |
| 2                         | David de la Fuente        | Espagne                   | Fuji-Servetto             | 89                        |
| 3                         | Damiano Cunego            | Italie                    | Lampre-NGC                | 76                        |

| Combiné | Combiné            | Combiné  | Combiné           | Combiné |
| Rang    | Cycliste           | Pays     | Équipe            | Pts     |
| ------- | ------------------ | -------- | ----------------- | ------- |
|         | Alejandro Valverde | Espagne  | Caisse d'Épargne  | 10      |
| 2       | Robert Gesink      | Pays-Bas | Rabobank          | 11      |
| 3       | Samuel Sánchez     | Espagne  | Euskaltel-Euskadi | 23      |

| Classement par équipes | Classement par équipes | Classement par équipes | Classement par équipes | Classement par équipes |
| Rang                   | Pays                   | Équipe                 | Temps                  |                        |
| ---------------------- | ---------------------- | ---------------------- | ---------------------- | ---------------------- |
|                        | Xacobeo Galicia        | Espagne                | en 209 h 47 min 31 s   |                        |
| 2                      | Caisse d'Épargne       | Espagne                | + 20 min 51 s          |                        |
| 3                      | Astana                 | Kazakhstan             | + 27 min 47 s          |                        |